# Jelcz

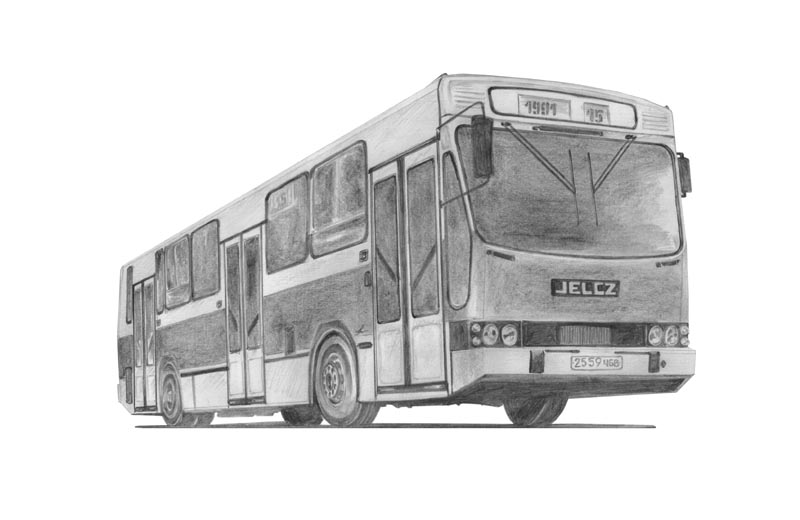
Рисунок автобуса модели Jelcz 120M, приобретённых в 1992—1995 годах в количестве 30 шт для работы в Челябинской области

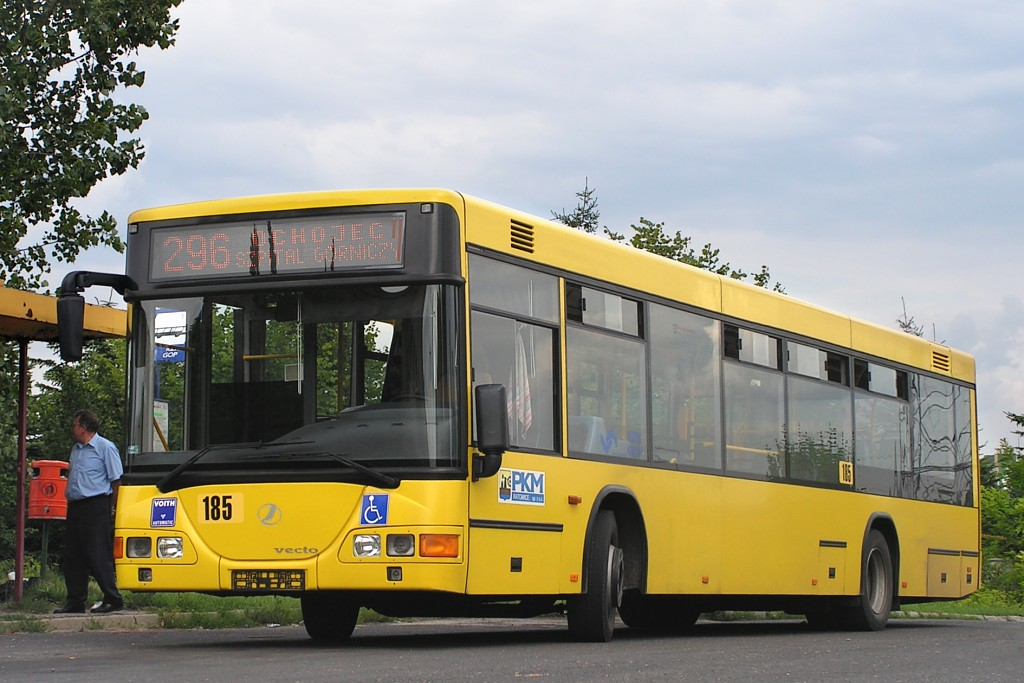
Низкопольный городской автобус Jelcz Vecto

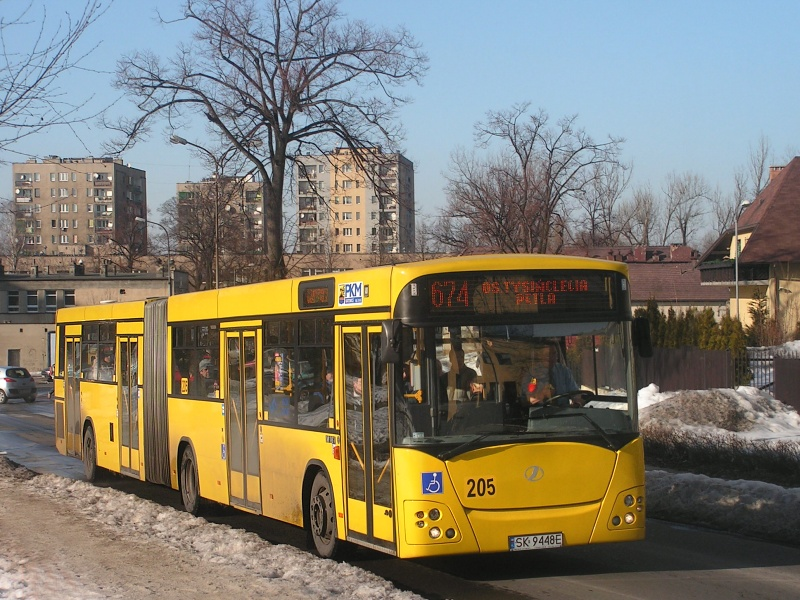
Сочленённый Jelcz M 181

Jelcz — польский производитель грузовых автомобилей, автобусов, а также троллейбусов из города Ельч-Лясковице. Последний автобус под маркой Jelcz был выпущен в конце октября 2008 года. Большинство произведённых автобусов предназначалось для покрытия потребностей Польши, в незначительных количествах они попадали и в другие страны бывшего соцлагеря. С 2004 года компания фокусируется на производстве грузовиков для нужд польской армии.

## История
8 августа 1942 года Альфрид Крупп получил разрешение Адольфа Гитлера на строительство военного завода в районе польского города Ельч-Лясковице. Работы начались в начале 1943 года силами заключённых специально созданного концлагеря. После освобождения города от немецкой оккупации Красной Армии, имеющееся на предприятии промышленное оборудование было вывезено в СССР. Польская администрация организовала на территории завода три торговых компании, которые находились там вплоть до создания автомобильного завода.
28 марта 1952 года вышел приказ министра транспорта о создании завода под названием Zakłady Budowy Nadwozi Samochodowych на территории бывшего немецкого предприятия. Первой продукцией стали автобусные кузова для установки на шасси Lublin и Star. В 1954 году началось производство собственного 25-местного вахтового автобуса на шасси Star 20, который, в основном использовался как служебный транспорт различными предприятиями. В мае 1955 года завод построил на том же шасси прототип междугородного автобуса Star Jot 55, производство которого так и не было начато из-за того, что более актуальным было производство автобусов вместимостью до 50 пассажиров. Такой автобус разрабатывался в Варшаве, но по той причине, что разработка затягивалась, было принято решение о покупке лицензии за рубежом. 6 декабря 1958 года было заключено соглашение с Чехословакией о производстве автобуса Škoda 706 RTO. Реорганизованное для производства данной модели предприятие получило название Jelczańskie Zakłady Samochodowe. Первая серия из 20 машин Jelcz 043 была собрана в конце 1959 года из деталей, поставленных чехословацким заводом Karosa. В следующем году было собрано 202 машины. Постепенно производство увеличивалось, достигнув 1500 машин в год. Со временем импорт кузовных деталей прекратился, но шасси по-прежнему поставлялось из Чехословакии. В 1963 году началось производство городской версии Jelcz 272 MEX. Вскоре также появились сочленённая модель Jelcz AP-02 и туристическая Jelcz 014 Lux. Также предприятие изготавливало пассажирский прицеп Jelcz P-01 для своих автобусов.
Одновременно с производством данной модели автобуса предприятие занималось производством грузовиков. Первой моделью был 8-тонный Żubr, который получился неудачным и в 1968 году был заменён на машины семейства Jelcz 300 с 200-сильным дизелем, выпускавшимся по лицензии британской Leyland Motors.
Расцвет производства автобусов пришёлся на период с 70-х до конца 80-х годов XX века, когда на конвейер были поставлены автобусы по лицензии фирмы Berliet, на много лет определившие производственную линейку фирмы. 1 августа 1972 года были подписаны соглашение о производстве французских автобусов, а также соглашение между правительствами Польши и Франции о начале сотрудничества в области производства автобусов. Компания Berliet предложила свою модель PR 100, доработанную в соответствиями требованиями польской стороны. Объём производства планировался на уровне 5000 машин в год. Первые 20 машин были собраны в декабре 1972 года по так называемому стандарту А, где польский вклад составлял всего 5% от стоимости транспортного средства. Далее использование польских комплектующих постепенно увеличивалось. В 1975 году началось производство модернизированной модели Jelcz PR110, которая в 1978 году получила пригородную версию Jelcz PR110IL и укороченную Jelcz 080. В 1982 году после очередной модернизации появился Jelcz PR110M.
В 1980-х годах кризис в стране привёл к тому, что у польского правительства не оказалось валюты для приобретения комплектующих, доля которых достигала 50 % со стоимостью 2000 долларов на один автобус. Завод стал искать другие варианты, одним из которых стало сотрудничество с югославской компанией ТАМ, в результате которого появился сочленённый Ikarus-Zemun IK 160P. Другим выходом из кризиса стало сотрудничество с венгерским Ikarus, приведшее к появлению городского Jelcz M11, выпущенного на базе Ikarus 260. По поводу производства сочленённой модели с венгерским руководством договориться не удалось. В 1990 году производство Jelcz M11 было прекращено и начато производство Jelcz 120M.
Наряду с производством массовых моделей, предприятие в разные годы разработало и построило несколько уникальных экспериментальных автобусов: междугородный трёхосный (с двумя передними управляемыми осями) Jelcz 042 «Odra» (1965 год), просторный городской автобус с большой площадью остекления Jelcz 039, изготовленный совместно с чешским предприятием Skoda и ставший прототипом автобуса Karosa 700-серии (1969 год) и другие.
К 1989 году изменения ситуации в стране и переход к рыночной экономике привели к существенному спаду производства. Количество рабочих мест сократилось с 6400 до 3200 человек, а социальная сфера была ликвидирована. В 1988 году Jelcz произвел 8893 транспортных средства (грузовые автомобили и автобусы), в 1989 году – 7753, в 1990 году – 4471 транспортное средство, в 1991 году – 1977, в 1992 году – 1247, в 1993 году – 878, в 1994 году – 927.
Во второй половине 1990-х годов, с переходом к модульной системе изготовления автобусов, резко расширился ассортимент производимой продукции, однако увеличилась и конкуренция среди производителей автобусов. Усилили свою роль на рынке автобусов польские филиалы автобусных производителей Volvo и Scania, появились производители Solaris и Solbus (филиал чешского производителя SOR), в свою очередь это привело к тому, что традиционные производители автобусов Jelcz и Autosan, обременённые производственной базой и технологиями 1970—1980-х годов, вынуждены были постепенно свернуть изготовление техники и уйти с рынка. В последние годы производства автобусов компания производила широкий спектр городских, междугородных, туристических моделей разных классов: от малого до особо большого. В основном использовались двигатели Iveco, MAN, Mercedes. Последний автобус был выпущен 29 октября 2008 года.
2 января 1995 года было создано акционерное общество Zakłady Samochodowe "Jelcz" SA. 15 марта 1995 года основным акционером и, следовательно, владельцем JZS SA стал Sobiesław Zasada Centrum SA. Тем не менее, состояние предприятия продолжало ухудшаться. 25 мая 2004 года было объявлено о банкротстве Jelcz. 10 января 2008 года Хозяйственный суд во Вроцлаве объявил о банкротстве основного предприятия Zakłady Samochodowe "Jelcz" SA, которое было завершено в 2013 году. 26 апреля 2012 года все акции компании Jelcz-Komponenty были приобретены у конкурсного управляющего за 16,5 млн злотых компанией Huta Stalowa Wola, входящей в государственный польский холдинг ВПК Polska Grupa Zbrojeniowa, которая в течение нескольких лет покупала шасси у Jelcz для своего производства вооружений. В то время в компании работало 310 человек. К 2013 году новый владелец провел рекапитализацию компании на сумму около 11 миллионов злотых с целью увеличения производственных мощностей и развития конструкторской базы. 9 апреля 2014 года компания Jelcz-Komponenty снова сменила название на Jelcz sp. z o. o. В 2015 году правительство отнесло Ельч к предприятиям особого экономического и оборонного значения. С этого времени предприятие производит технику практически только для Войска Польского. Платформы компании Jelcz используются в РСЗО WR-40 Langusta, БПРК с ПКР NSM, а также армейской логистике.

## Модели, выпущенные фирмой

### Автобусы
- Jelcz 120M — трёхдверный городской автобус длиной 12 метров.
- Jelcz M081 — самый короткий городской автобус фирмы, его длина — 7,7 метра, двигатель — Mercedes 136 л. с..
- Jelcz M181 — сочленённый городской автобус длиной 18 метров, двигатель — Mercedes или MAN.

Междугородные и туристические автобусы предлагаются в вариантах от 7,7 до 12 м в длину, с нормами EURO-2 и EURO-3.
- Jelcz M081MB Vero
- Jelcz M125M Vecto
- Jelcz M125M/4 CNG Vecto
- Jelcz M101I Salus
- Jelcz M120M/I Supero
- Jelcz M120M/4 Supero CNG
- Jelcz M121I/MB Mastero
- Jelcz M181MB Tantus
- Jelcz T081MB Vero
- Jelcz T120

### Троллейбусы
| Фотография | Тип          | Годы производства | Число, шт. | Эксплуатация                         |
| ---------- | ------------ | ----------------- | ---------- | ------------------------------------ |
|            | Jelcz PR100E | 1977              | 1          | Варшава                              |
|            | Jelcz PR110E | 1980—1991         | 63         | Гдыня, Люблин, Тыхы                  |
|            | Jelcz 120MTE | 1996—1997         | 9          | Гдыня, Тыхы                          |
|            | Jelcz 120MT  | 1997—2008         | 37         | Каунас, Вильнюс, Гдыня, Люблин, Тыхы |
|            | Jelcz M121E  | 1999—2000         | 3          | Каунас, Гдыня, Люблин                |

### Грузовики
- Jelcz 315
- Jelcz 325
- Jelcz S442
- Jelcz C642
- Jelcz P662
- Jelcz P882

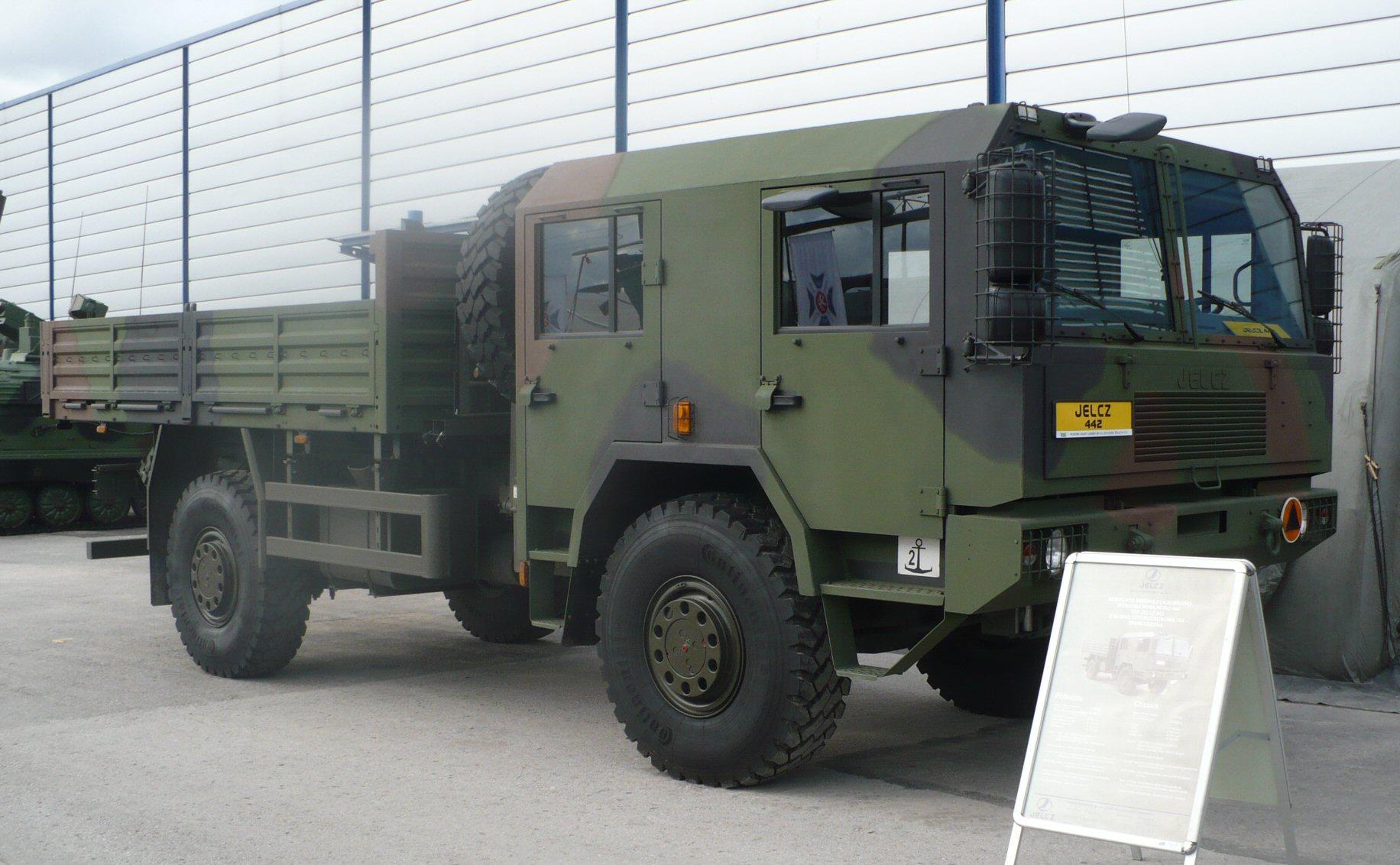
Jelcz S442.D28
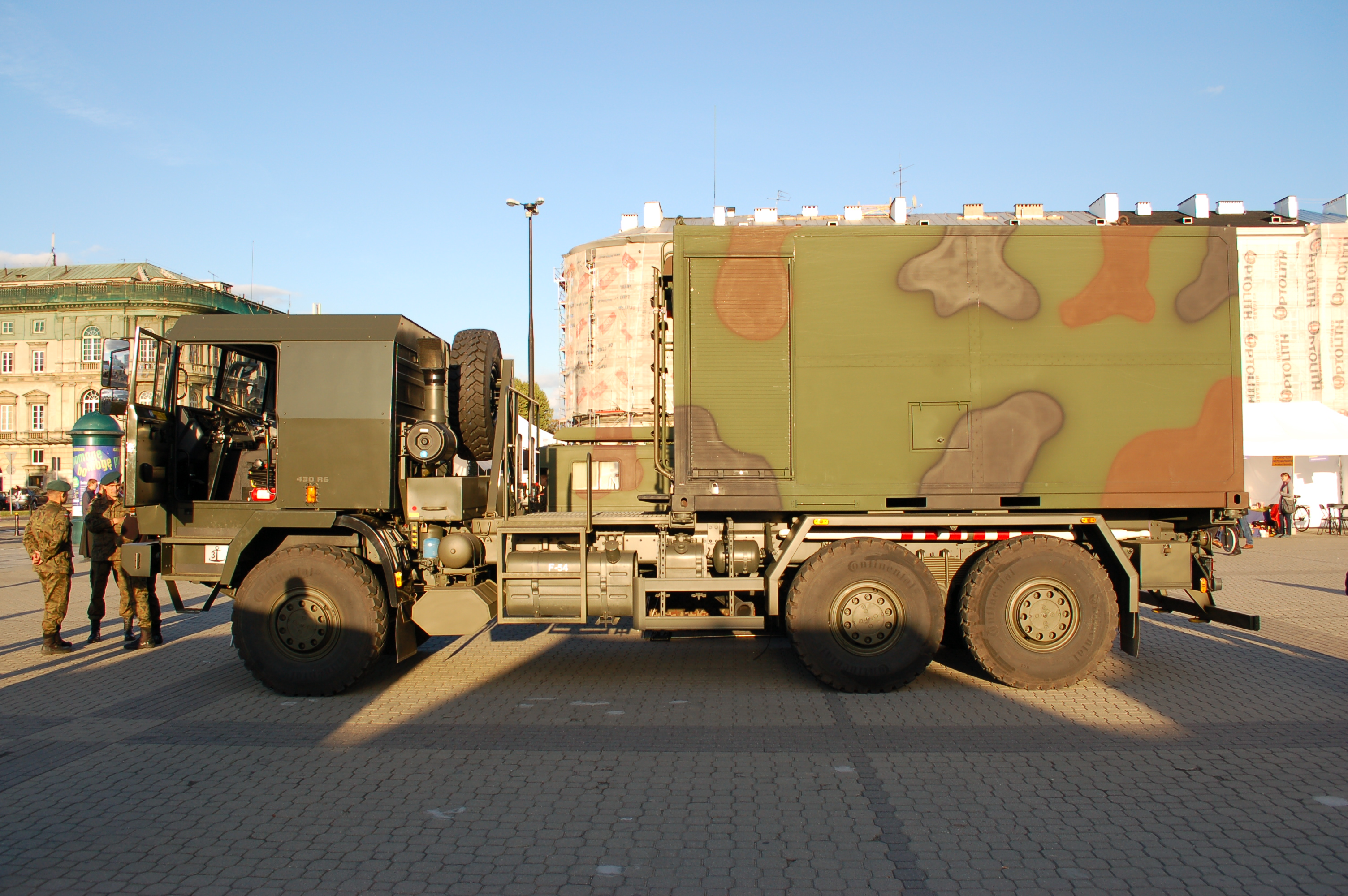
Jelcz P662 "Jaśmin"
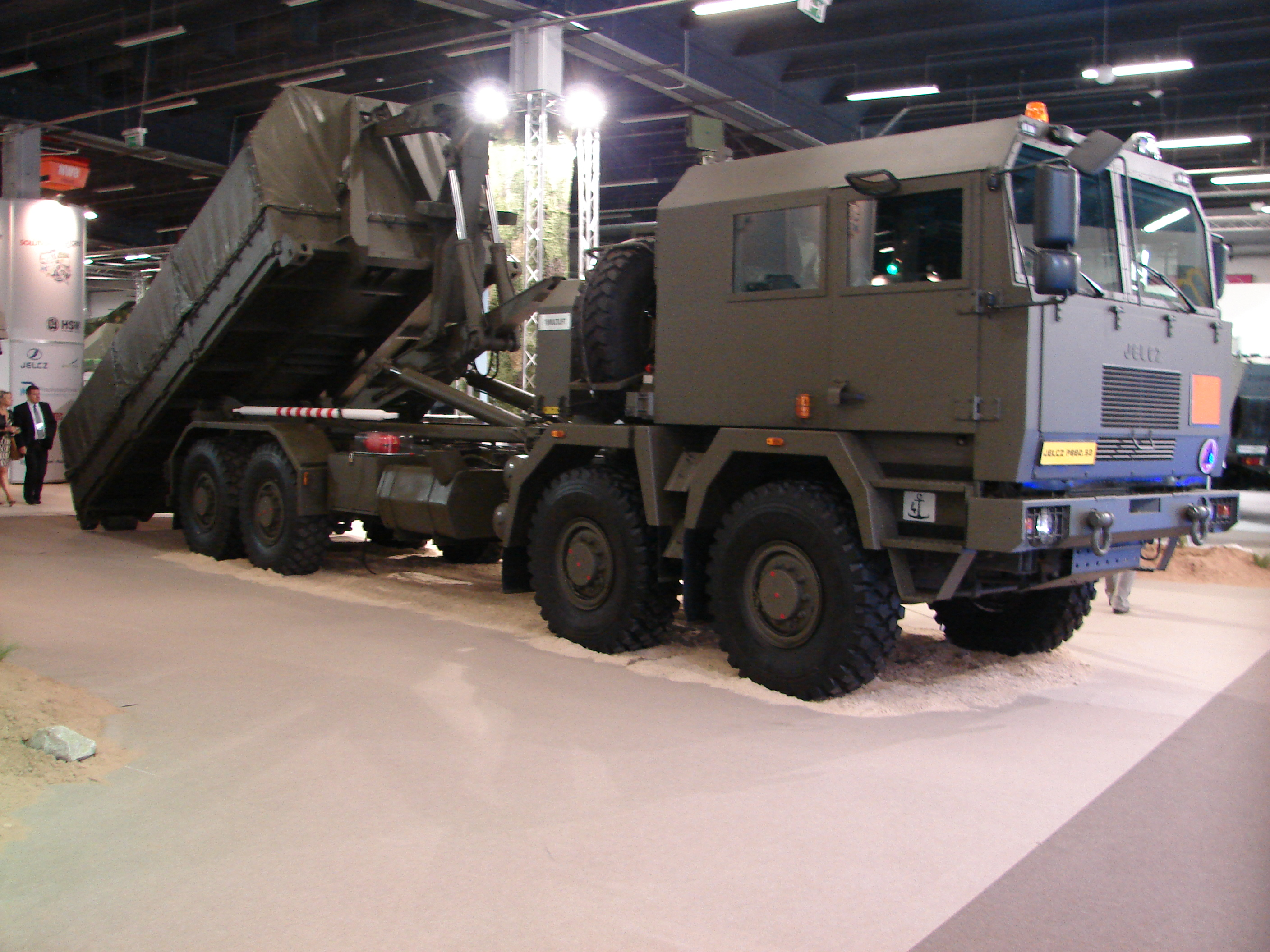
Jelcz P882.D53
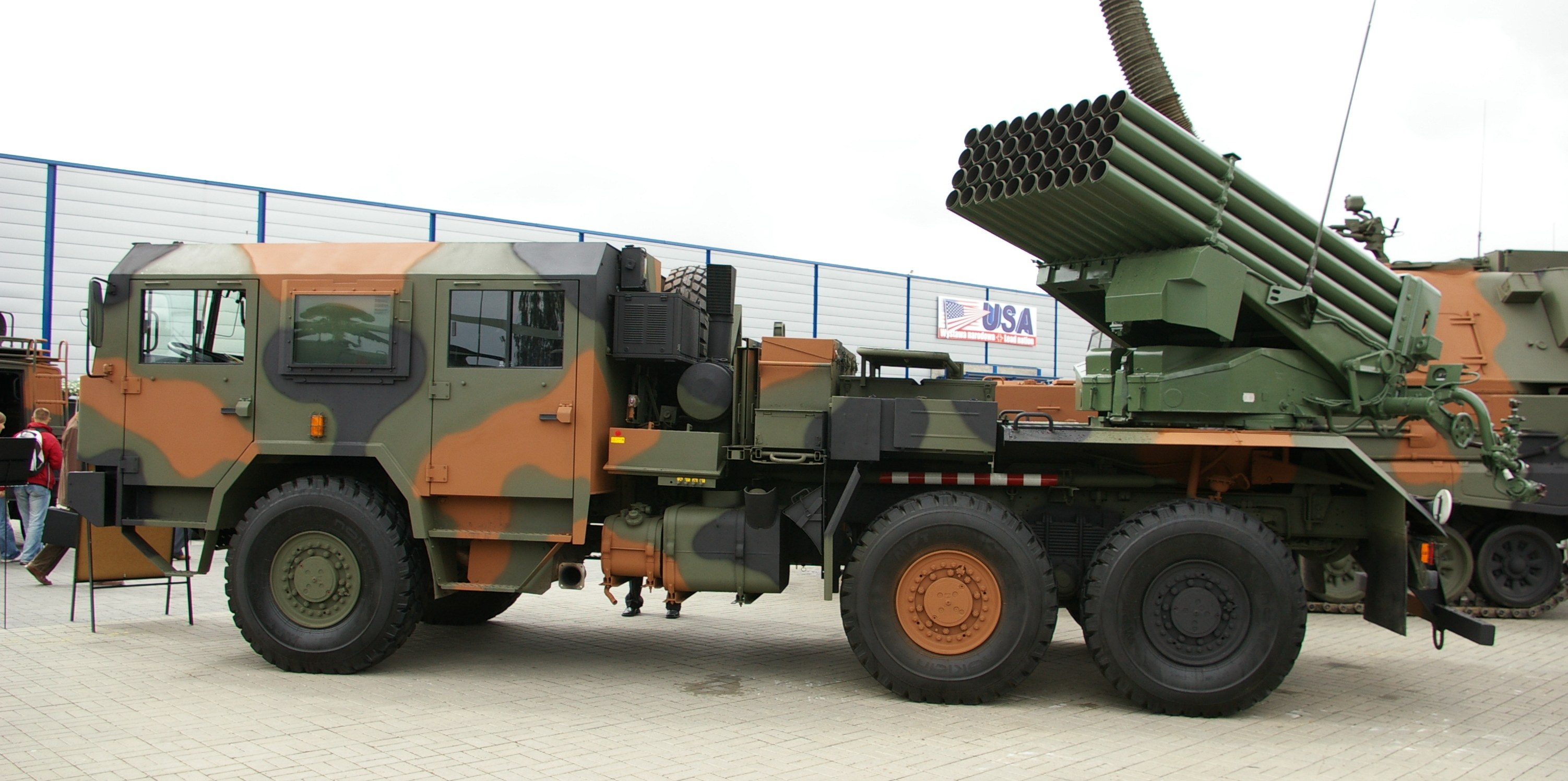
Jelcz P662.D35 как база РСЗО WR-40 Langusta
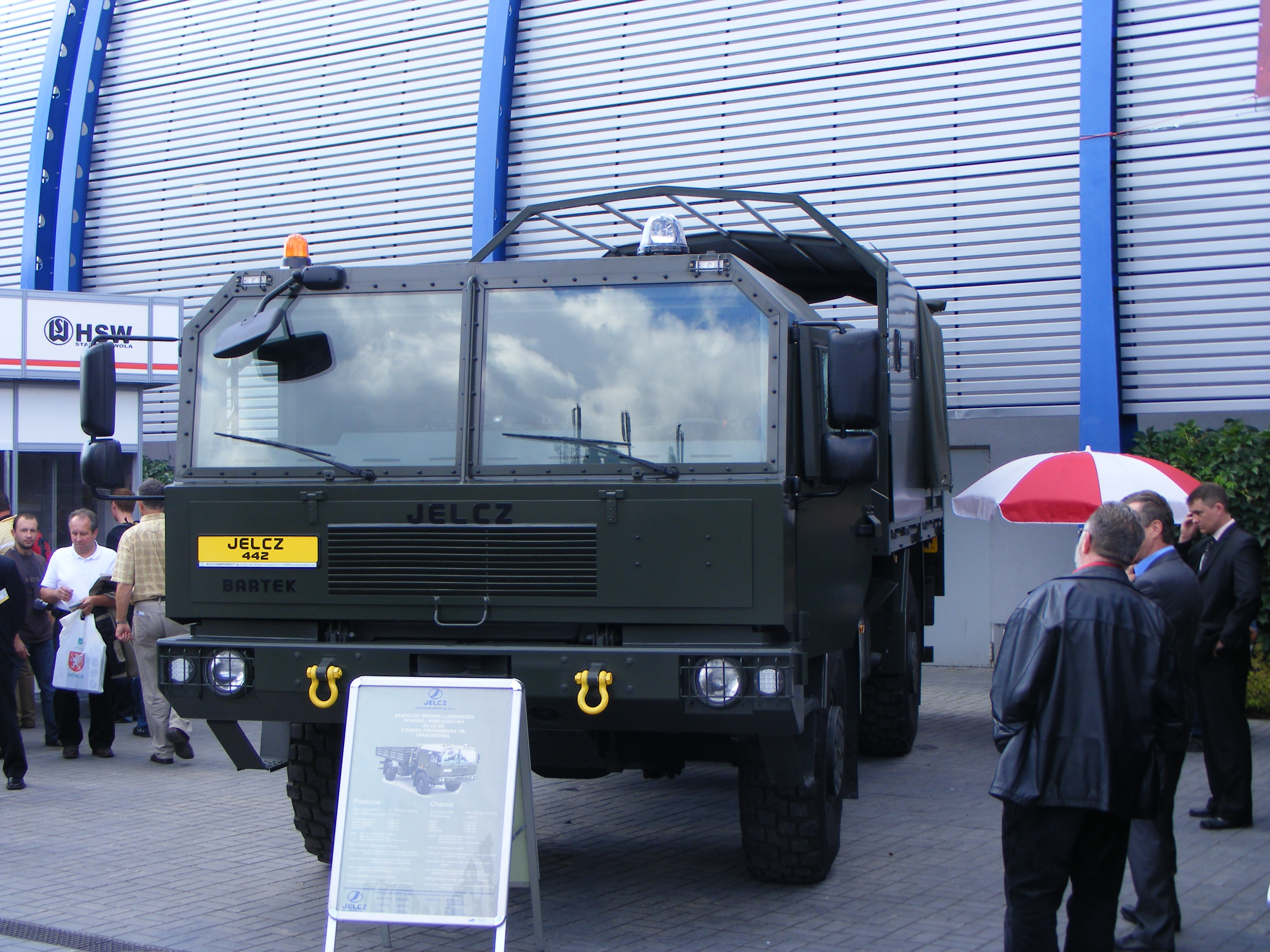
Jelcz P442.28 "Bartek"
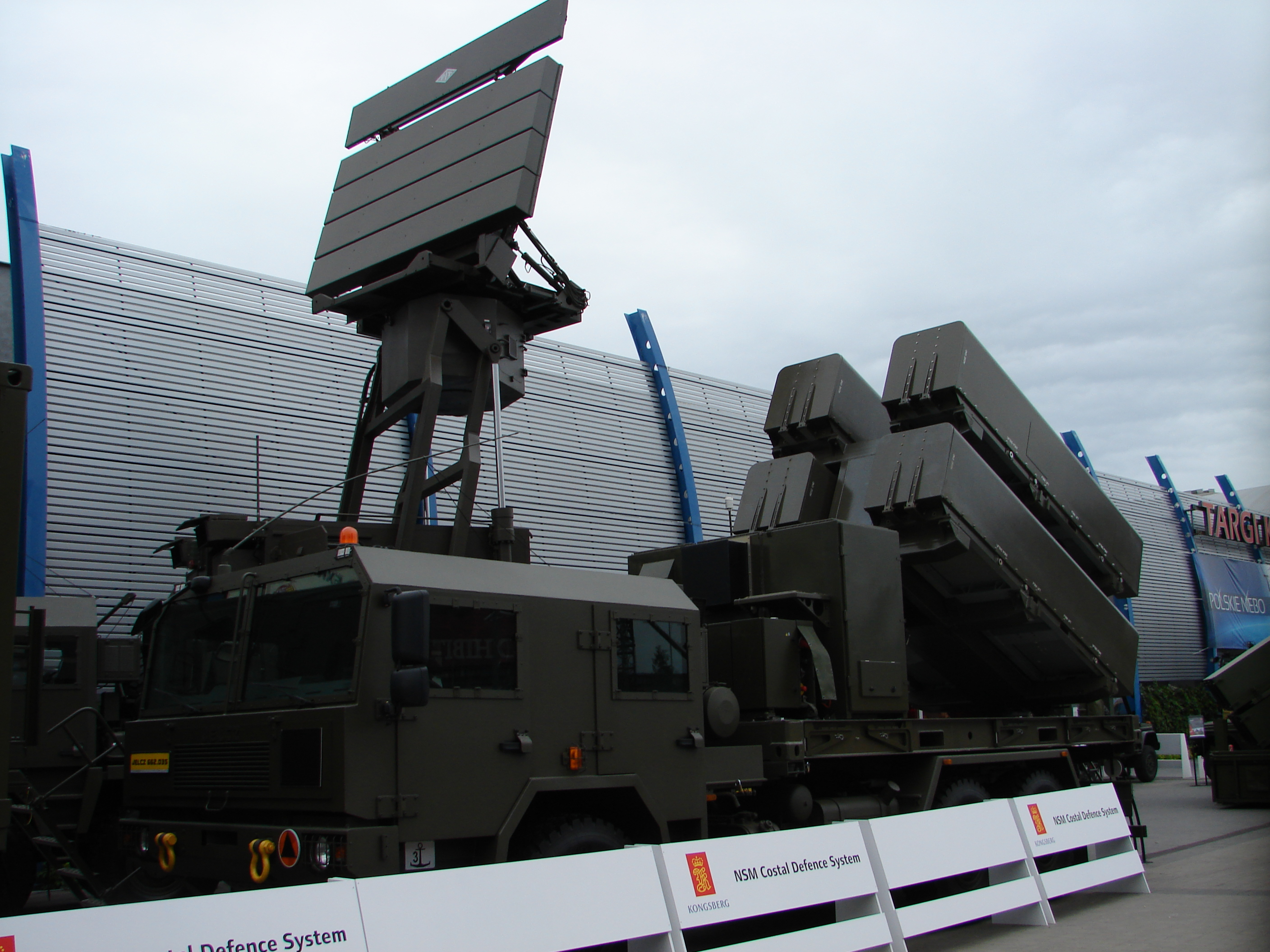
Jelcz P662.D43 как база ПБРК с ПКР NSM
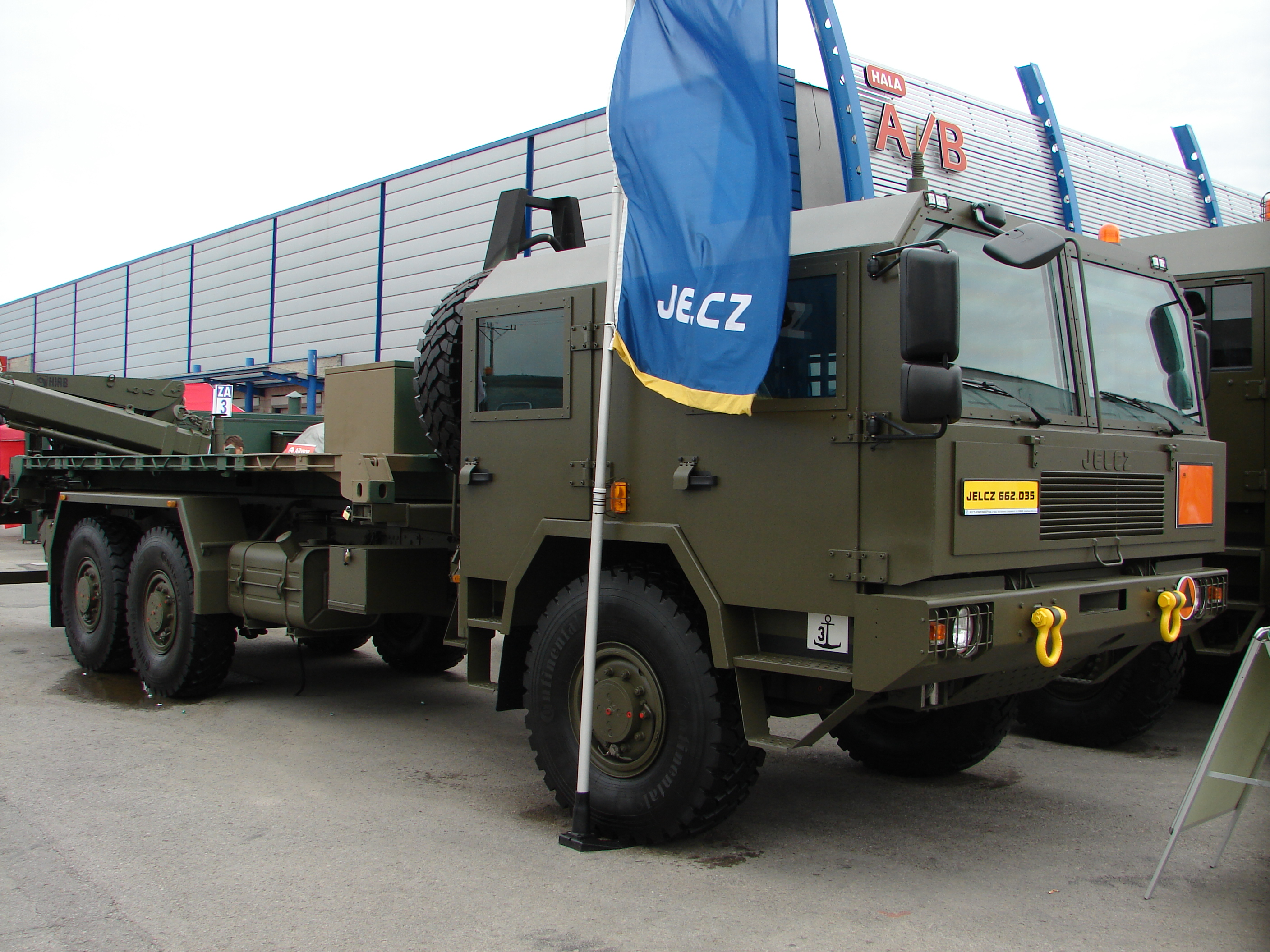
Jelcz P662.D35
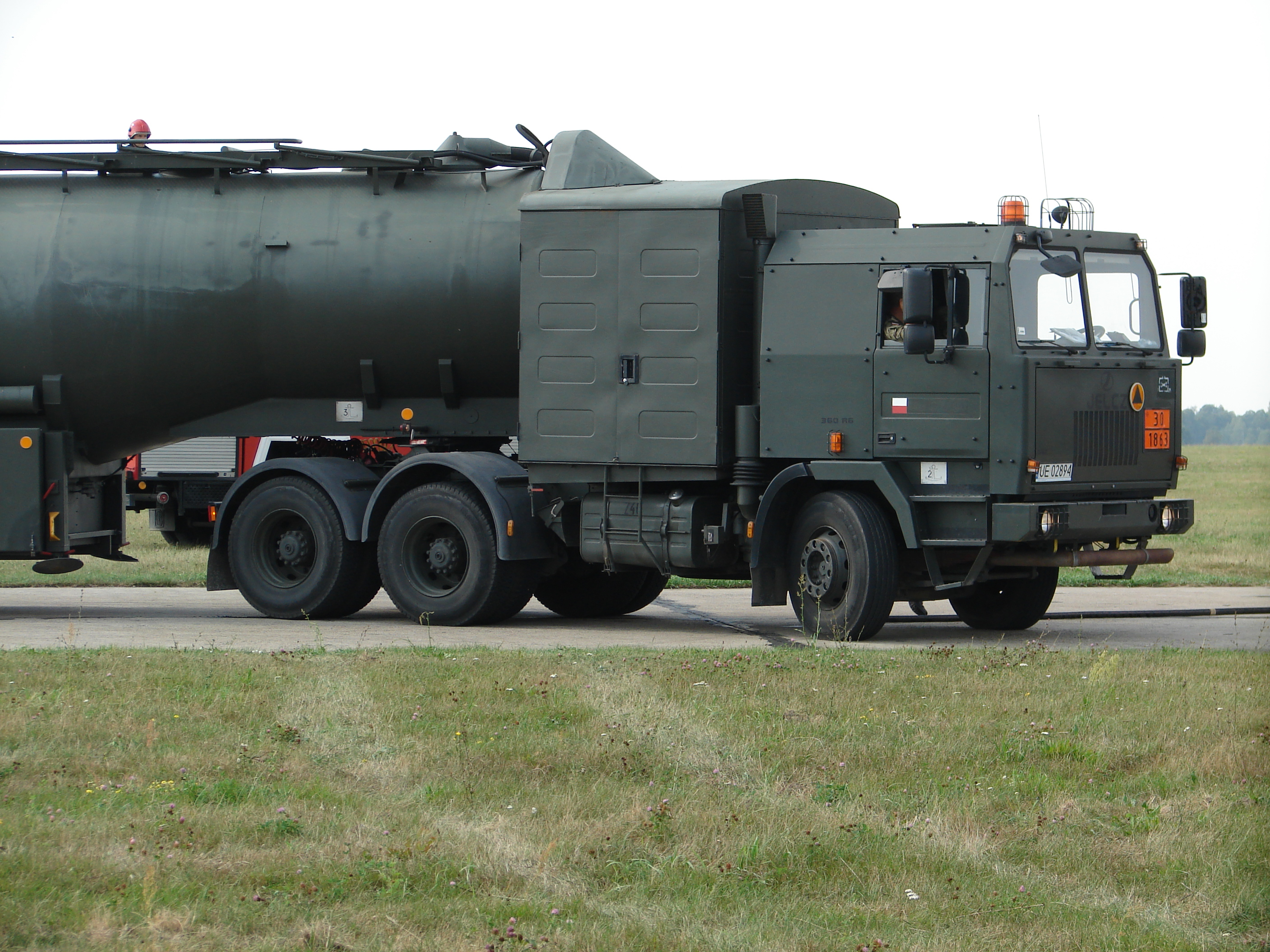
Jelcz C642.D43